# Kronoberg
Kronoberg (Kronobergs län) je kraj na jihu Švédska. Sousedí s kraji Skåne, Halland, Jönköping, Kalmar a Blekinge. Hlavním městem Kronobergu je Växjö. Kraj se nachází v jižní části provincie Småland a byl ustanoven v roce 1687 při rozdělení kraje Jönköping.

## Obce

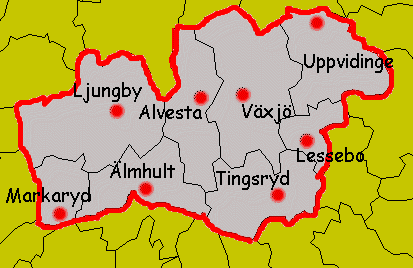
Obce

- Alvesta

- Lessebo
- Ljungby
- Markaryd
- Tingsryd
- Uppvidinge
- Växjö
- Älmhult

## Symboly
Kronoberg formálně získal svůj znak v roce 1944. Jedná se o modifikaci Smålandského znaku. 